# Маттіас Реннгрен

Маттіас Реннгрен (швед. Mattias Rönngren) — шведський гірськолижник, медаліст чемпіонату світу. 
Срібну медаль чемпіонату світ Реннгрен виборов у комадних паралельних змаганнях на світовій першості 2021 року, що проходила в італійській Кортіні-д'Ампеццо.